# تل رميدة
تل رميدة (آو تل الرميدة، أو رميده، بضم الراء وفتح الميم، وقد تنطق أرميدة) ويعرف أيضا بجبل رميدة أو الرميدة، أحد مرتفعات مدينة الخليل في الضفة الغربية المحتلة. يقع تل الرميدة إلى الغرب من البلدة القديمة في الخليل ويفصله عنها شارع الشهداء، ويعدّ واحدا من أحياء المدينة. والحي مأهول بالسكان الفلسطينيين، وقد أقيمت فيه عام 1986 مستوطنة رمات يشاي الإسرائيلية، وفيه تواجد عسكري لقوات جيش الاحتلال الإسرائيلي. يضم الحي مدرسة قرطبة الابتدائية، وعددا من المشاهد القديمة والآثار التاريخية، مثل مشهد الأربعين، والمقبرة.

## الموقع
يتراوح ارتفاع تلال مدينة الخليل الواقعة في منتصف محافظة الخليل بين 700-1000 م فوق سطح البحر، ويتميز تل الرميدة -كغيره من تلال الخليل- بكونه مكسوا بالكروم وأشجار الزيتون والتين، وغيرها من الأشجار الكثيفة، كما ورد في مؤلفات كثير من الرحالة العرب القدامى. ويعود ذلك إلى غزارة مياه الأمطار التي تتساقط عليه في فصل الشتاء.

### الوصف الطوبولوجي
تل الرميدة هو موقع زراعي وسكني يقع على منحدر إلى الغرب من الحي القديم في الخليل,ويمتد شرقاً من جبل الرميدة (الذي أخذ اسمه منه). وفي الشرق يقع نبع عين جودة. وتقع على حافة المنطقة الإدارية H2 وتمتد إلى الحي الفلسطيني.وتوجد عدة منازل فلسطينية على قمة التل ,وتقع مجموعة أخرى شمالاً,وإلى الشرق عين جديدة.في الأسفل إلى الشمال الشرقي,توجد ثلاثة أقبية متوازية سميكة الجدران تسمى السكواتي,وإلى الشرق قليلاً يوجد قبر الشيخ المجاهد/أبو السكواتي.

## علم الآثار
تل الرميدة هو أقدم موقع في مدينة الخليل. يقترح دينيس برينجل أن الموقع تم التنقيب فيه لمسافة 200–300 م (660–980 قدم) شرق المسجد الموجود على قمة التل يمثل كريات أربع القديمة.

### العصر النحاسي
يعود تاريخ بدء الاستيطان إلى العصر النحاسي على الأقل,حوالي 3500 قبل الميلاد.

### العصر البرونزي
خلال العصر البرونزي المبكر الثالث (2800-2500 قبل الميلاد) توسعت المنطقة حيث امتدت المنطقة المحصنة على مساحة 30 دونمًا.هجرت هذه المنطقة في وقت لاحق حتى أعيد احتلالها وإعادة بنائها في فترات العصر البرونزي الأوسط الأول والثاني (2000-1600 قبل الميلاد)، وتحيط بها مبنية بالحجارة بقياس 3 م (9.8 قدم) ,5 م (16 قدم).
شير نص اقتصادي باللغة المسمارية يحتوي على 4 أسماء لشخصيات وقائمة بالحيوانات, تم اكتشافه في الموقع ويعود تاريخه إلى القرن 17-16 قبل الميلاد، إلى أن تل الرميدة كان يتألف من مجتمع رعوي متعدد الثقافات من الحوريين والعموريين ,يديره مجتمع مستقل.النظام الإداري متصل مع كتبة القصر ربما تحت الحكم الملكي.
لم يسفر التنقيب في مستويات العصر البرونزي المتأخر (1600-1200 قبل الميلاد) عن أي علامة على الاستيطان,باستثناء عدد قليل من القبور,والتي يبدو أن أحدها كان قيد الاستخدام المستمر حتى العصر الحديدي. ولم تظهر على تل الرميدة أو منطقة الخليل المحيطة بها علامات الاستيطان في هذا الوقت,طوال هذه الفترة.

### العصر الحديدي
عادت الحياة إلى تل الرميدة خلال العصر الحديدي الأول والعصر الحديدي الثاني (1200-1000 قبل الميلاد)، مع وجود هياكل تشهد على وجود مستوطنة صغيرة أثناء الانتقال من العصر البرونزي المتأخر إلى العصر الحديدي الأول. يعتقد على أساس بعض المواد التي تم التنقيب عنها في الشمال,أن هذا كان "العصر الذهبي للخليل"، الذي تميز بالاستيطان المكثف (القرنين الحادي عشر والعاشر قبل الميلاد).
لمدة قرنين من الزمان,كان هناك غياب للاكتشافات الأثرية,حتى ظهور آثار المرحلة الثالثة من الاستيطان,في الفترة التي شكلت فيها الخليل جزءًا من مملكة يهوذا من القرن الثامن قبل الميلاد, وجدت منازل من أربع غرف ومخازن حبوب وطوابع خاصة "لملك الخليل". قد تشير القطع والأواني المصقولة إلى وجود احتلال على نطاق صغير.

### الفترات البابلية والفارسية
تم تدمير المستوطنة في تل الرميدة في عام 586 قبل الميلاد, وأصبحت التركيبة السكانية في البلدة ذات أغلبية إدومية طوال الفترات البابلية والفارسية اللاحقة.

### الفترات الهلنستية والرومانية والبيزنطية
في عام 167 قبل الميلاد,تم تدمير هذه المستوطنة الإدومية ,التي تعود إلى العصر الهلنستي على يد يهوذا المكابي الذي دمر أسوار حصنها,ولم يتبق منه سوى برج البوابة.انتقل الناجون الأدوميون إلى أسفل التل للانتقال إلى المكفيلة, لتبقى أغلبية سكان الخليل حتى العصر الروماني.
خلال حفريات عام 2014,عثر على مجمع كبير من العصر الروماني المبكر.
في الفترة الرومانية المتأخرة كان هناك مستوطنة جديدة (القرنين الثالث والرابع الميلادي) والتي بقيت حتى العصر البيزنطي,وفي ذلك الوقت انتقل مركز المدينة من تل الرميدة إلى ما يعرف الآن بمدينة الخليل القديمة.

### تاريخ التنقيب
تم تنفيذ أعمال التنقيب في ستينيات وثمانينيات القرن الماضي في تل الرميدة في منطقة يتنازع على ملكيتها بين العرب الفلسطينيين واليهود،  ومرة أخرى في عام 2014.

#### البعثة الأمريكية إلى الخليل (الستينات)
خلال فترة الحكم الأردني ، أجرى فيليب سي. هاموند (1964-1966) أعمال التنقيب في الموقع.

#### بعثة يهودا هيل الريفية (1984-1986)
في أعقاب استيلاء إسرائيل على الضفة الغربية في حرب الأيام الستة عام 1967 ، وما رافق ذلك من احتلال ، سمح رئيس الوزراء الإسرائيلي إسحاق رابين بالحفريات الأثرية على الأراضي اليهودية، وذلك لمنع توسيع المستوطنات هناك، حسبما ورد، وقد تم إجراء هذه الحفريات من قبل يهودا. رحلة هيل كونتري تحت قيادة آفي عوفر.

#### IAA وجامعة أريئيل (2014)
في عام 2014، بعد مرور أكثر من عقد من الزمن، جددت سلطة الآثار الإسرائيلية أعمال التنقيب في الأراضي ذات الملكية اليهودية الموثقة، والتي تمتد على مساحة 6 دونمات. تمت هذه الموجة الثالثة من الحفريات فوق مستوطنة أدموت يشاي وبين المنازل الفلسطينية بهدف إنشاء منتزه أثري. بدأت الحفريات الجديدة نتيجة لمبادرة استيطانية، تم رفضها من قبل العديد من علماء الآثار الإسرائيليين البارزين، ولكن تم قبولها من قبل إيمانويل أيزنبرغ من سلطة الآثار الإسرائيلية وديفيد بن شلومو من جامعة أريئيل ، في مشروع حصل على تمويل حكومي.
وفي الموقع 52، بخلاف الأسوار القديمة والأدوات الزراعية، تم الكشف عن مقابر إسلامية وإزالتها من الموقع.
بالنسبة لإيال وايزمان ، أصبح تل الرميدة "التجسيد الحرفي لعلاقة المستوطنات الإسرائيلية بعلم الآثار". يقول عالم الآثار يوناثان مزراحي إن ضغط المستوطنين لإنشاء حديقة أثرية في تل الرميدة هو أسلوب للسيطرة على الأرض وتأكيد قوتهم وشرعيتهم في المنطقة. ويقول الدكتور أحمد الرجوب، مدير دائرة إدارة الموقع في السلطة الفلسطينية، إن الحفريات أزالت قطعاً أثرية تشهد على التراثين الروماني والإسلامي.

## أهم المعالم التاريخية والأثرية
يضم حي تل رميدة عددا من المعالم والمشاهد والآثار منها:

### موقع حصن أثري

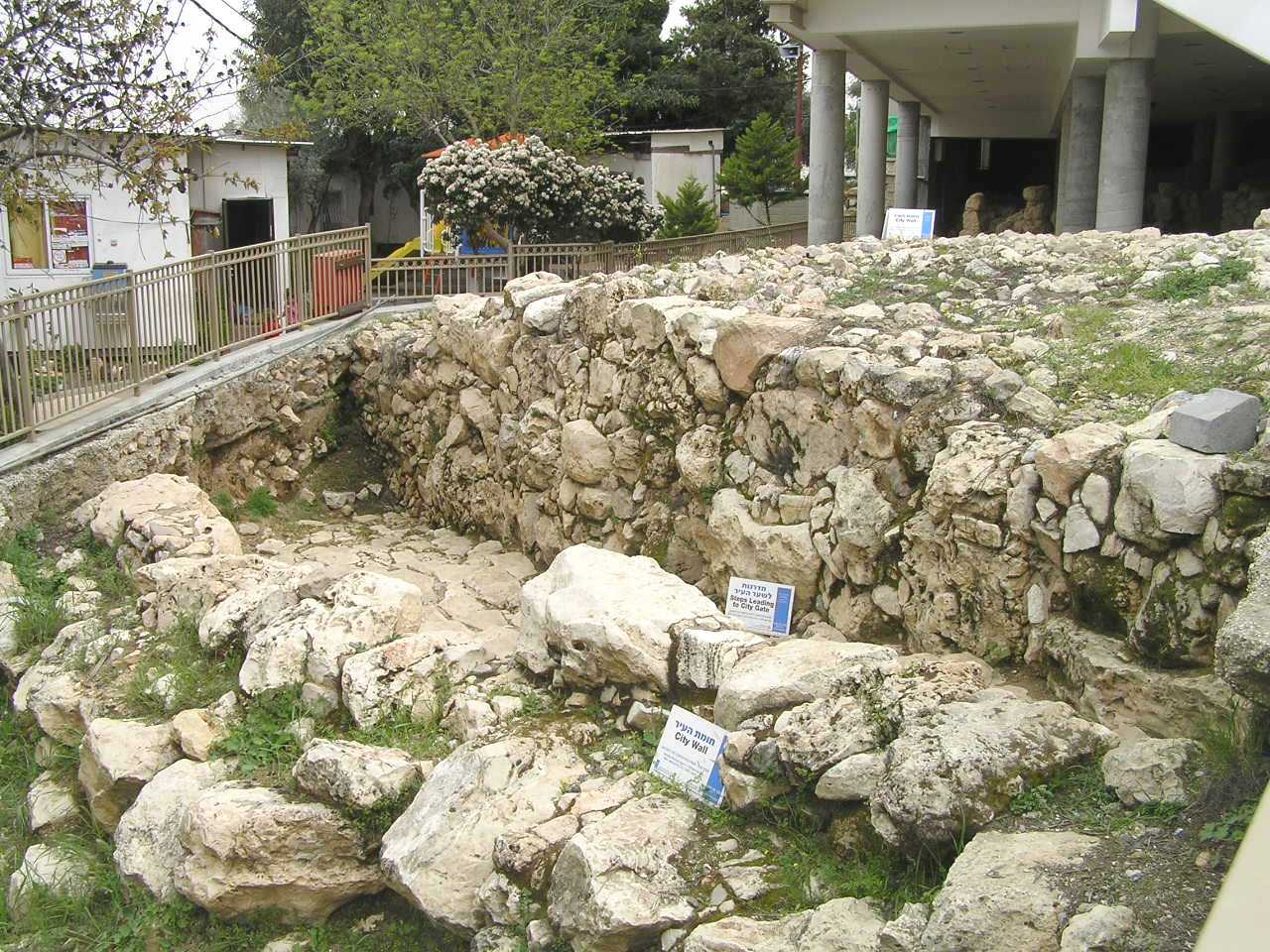
حفريات في تل الرميدة

أظهرت الحفريات التي قامت بها البعثات الغربية في ستينيات القرن الماضي وجود حصن فوق تل رميدة تعود بقاياه إلى العصر النحاسي، وهو ما اعتبر دليلا على قيام مدينة كنعانية فوق هذا التل كانت نواة قديمة لـ مدينة الخليل القديمة، قبل أن تنتقل إلى الموقع الحالي للبلدة القديمة حول المسجد الإبراهيمي.

ونقل مصطفى الدباغ عن كارل بدكر (بالإنجليزية: Karl Baedeker)‏ - مؤلف كتاب "فلسطين وسورية (بالإنجليزية: Palestine and Syria)‏ المنشور في ليبزيج عام 1912، قوله:
"إن الخليل القديمة كانت تقوم في القرب من المدينة الحالية، على "تلة الرميدة" المغطاة بأشجار الزيتون وترى على هذه التلة بقايا جدران ضخمة"

### مقام أو مشهد الأربعين
هو مزار إسلامي قديم في مدينة الخليل، يعتبر من بين الزوايا الدينية التي اتخذت أماكن للتعبد والتعليم خلال العصور الأيوبية والمملوكية والعثمانية. وصفه مجير الدين الحنبلي العليمي (ت 860م/ 927هـ) في كتابه: «الأنس الجليل بتاريخ القدس والخليل» بعد أن تحدث عن بلد الخليل فذكر الحارات المشهورة به، ثم تناول ما فيه من المدارس والزوايا والمشاهد، وخص مشهد الأربعين بالذكر. فقال:
«وبظاهر البلد من جهة الغرب على رأس جبل هناك مسجد يسمى مشهد الأربعين يقال: أن به أربعين شهيدا، ولم أطلع على نقل في ذلك، والناس يقصدونه للزيارة، وهو موضع مأنوس.»
والملاحظ أن مجير الدين لم يذكر اسم الجبل الذي يقع فوقه هذا المشهد، ربما لعدم شهرته بذلك الاسم آنذاك. ولكن مصطفى الدباغ في كتابه «بلادنا فلسطين» قال:
«ويعرف موقعه اليوم باسم» الرميدة""

### المقبرة
مقبرة قديمة كائنة فوق تل الرميدة -لا تزال تستخدم - لدفن الموتى من المسلمين في بلد الخليل. وأطلق عليها مجير الدين العليمي في كتابه سالف الذكر اسم المقبرة السفلى، وذكر أنها أهم مقابر الخليل. وقال:
«وبظاهر البلد من المقابر المعدة لدفن أموات المسلمين المقبرة السفلى، وهي قديمة وهي غربي البلد مما يلي حارة الدارية بالقرب من مشهد الأربعين.»
تعتبر مقبرة تل رميده جزءا من وقف تميم الداري، وقد أقيم على جزء منها منذ القديم مقبرة لليهود بموجب نظام «التحكير» وهو أحد أنظمة تأجير العقارات والذي كان شائعاً في العهد العثماني، وقد هُجِرت المقبرة فعليا عام 1929، (في هذا العام وقعت أحداث ثورة البراق في فلسطين ضد الاحتلال البريطاني والتي شارك فيها أهل الخليل بقوة، وتعرضوا لعقوبات شديدة من جانب سلطات الاحتلال البريطاني).
وإزاء تزايد الاستيطان الإسرائيلي، يؤكد الفلسطينيون أن الجزء اليهودي من المقبرة إنما يخص الطائفة اليهودية التي كانت تسكن الخليل قبل الهجمة الاستيطانية الحالية، وليس من حق دولة الاحتلال -مهما كانت قوميتها - أن تستبيحها وتطلق يد المستوطنين فيها من حيث توسعتها وإعادة استخدامها وإقامة مدافن جديدة فيها خاصة وأن عشرات البيوت الفلسطينية المأهولة تحيط بالمقبرة حاليا.

### قبر السقواطي
ويوجد في أسفل التل ثلاثة أقبية متوازية في بستان زيتون,وفي طرفه الشرقي قبر السقواطي. بجوار شجرة توت تحمل نقشًا عربيًا يشير إلى سيد معين,أو من نسل آل البيت, يُدعى محمد بن عبد الله الحسيني,والذي تنحدر منه عائلة آل الشريف,وهو عربي مغاربي من الساقية الحمراء ,والتي منها نسبه, كما يظهر في الاسم المحلي للمقبرة,السقاواتي,مشتق.وبحسب هذه الرواة فهذا الشخص وصل إلى القدس مع صلاح الدين الأيوبي عام 1187, وقام بالتدريس في المسجد الأقصى ثم استقر في الخليل.

### عين حبرى
عين حبرى، عين ماء في مدينة الخليل، وحبرى هو أحد أسماء مدينة الخليل القديمة. وقد أورد مجیر الدين العليمي هذه العين ضمن مصادر المياه في مدينة الخليل، وقال: 
«ظهرت قريبا من نحو عشر سنين عند المقبرة السفلى، ومنبعها من تحت الجبل الذي على رأسه مشهد الأربعين»
وقد نقل الدباغ في «بلادنا فلسطين» نص مجير الدين -أعلاه- عن «عين حبرى» وأضاف بعد عبارة «مشهد الأربعين» كلمة «الرميده» بين القوسين ().

## انتهاكات قوات الاحتلال والمستوطنين الإسرائيليين
نظرا لخلفية المكان التاريخية وارتفاعه، استهدف مبكرا بالاستيطان الديني والعسكري الإسرائيلي، مثل غيره أحياء وتلال البلدة القديمة في الخليل. ففي عام 1968م، أقيمت فوق تل الرميدة مستوطنة إسرائيلية غير قانونيةٍ بموجب القانون الدولي الذي يعتبر المنطقة أرضا محتلة.
المستوطنة الإسرائيلية المقامة فوق تل رميده تعرف باسم «رامات يشاي». وهذه المستوطنة إحدى 5 مستوطنات إسرائيلية أقيمت في قلب البلدة القديمة في الخليل ومحيطها القريب في نفس العام، منها مستوطنة "كريات أربع" المقامة خارج حدود البلدة القديمة إلى الشرق، ومستوطنة الحي اليهودي، ومستوطنة بيت هداسا (الدبويا)، وبيت رومانو (مدرسة أسامة بن منقذ)، ومستوطنة أبراهام أفينيو (في حي الحسبة/سوق الخضار).
بعد تقسيم مدينة الخليل بموجب بروتوكول الخليل الذي وقعته السلطة الوطنية الفلسطينية، ودولة إسرائيل، في عام 1997، تم ضم البلدة القديمة بالخليل بما فيها المسجد الإبراهيمي، وما يحيط بهما من مستوطنات إسرائيلية من جهتي الشرق والغرب، ومن ضمنها مستوطنة تل الرميدة، إلى ما عرف بمنطقة الخليل 2 (منطقة خ 2) والتي وضعت تحت السيطرة العسكرية الإسرائيلية الكاملة[3].
يتعرض سكان حي تل الرميدة الفلسطينيون لانتهاكات عنيفة، وصفت بالحرب الشرسة تشمل الاستيلاء على بعض المنازل والأراضي المملوكة للفلسطينيين لصالح المستوطنين. ومن أشكال المعاناة:
1. انعدام الأمن: تشهد المنطقة (خ 2) الخاضعة للسيطرة العسكرية الإسرائيلية تراجعا في عدد السكان نتيجة انعدام الأمن لصالح المستوطنين وفرض تقييدات شديدة على التطوير والتنمية والبناء فيها، إلى جانب وضع العوائق والقيود على حركة المواطنين الفلسطينيين وتنقلاتهم، مما اضطر بعض السكان إلى هجر ديارهم واللجوء إلى مناطق أكثر أمنا، وغالبا ما تكون في المنطقة (خ1).
2. إرهاب أطفال المدارس: وفقا لدراسة نشرها مركز الأبحاث «المركز الفلسطيني للبحوث السياسية والمسحية» بعنوان: «اعتداءات المستوطنين على المواطنين الفلسطينيين - منطقة اتش 2 في مدينة الخليل نموذجا» وجدت تخوفات وهواجس أخرى يعاني منها المواطنون في المنطقة، فالأهالي مثلا في حي تل الرميدة يخشون على صغارهم لدى الخروج من منازلهم خاصة أثناء الذهاب إلى المدارس لتعدد اعتداءات المستوطنين وارهابهم للأطفال بشكل متعمد.
3. الحصار والإغلاق: ووفقا لنفس الدراسة، يعاني المواطنون الفلسطينيون القاطنون في محيط الحرم الابراهيمي والبلدة القديمة وتل الرميدة ووادي الحصين ومناطق أخرى في مدينة الخليل من صعوبة الحركة والتنقل. فمثلا المواطنون القاطنون في تل الرميدة يعيشون حياة اشبه بالسجن حيث لا يستطيعون الدخول والخروج من وإلى الحي إلا من خلال البوابات العسكرية ونقاط التفتيش التي تؤخرهم عن الوصول لاماكن عملهم وسكنهم أحيانا لساعات، كما يمنع أي شخص لا يسكن هذا الحي دخوله.وهم ممنوعون من استخدام الطُرق المعبدة، مع أمرٍ عسكريٍ إسرائيلي بعدم فتح نوافذ البيوت ولا الجلوس في ساحة البيت أو الصعود إلى سطحه.[36][37]
4. سياسة الفصل الجغرافي العنصري: يشير تقرير للجنة اعمار الخليل، حول «اعتداءات الاحتلال الإسرائيلي ومستوطنيه على بلدة الخليل القديمة»، نشر على موقع اللجنة بتاريخ: 24 مايو 2021م إلى أن «سلطات الاحتلال بدأت خلال العقد الأخير بتنفيذ سياسة الفصل الجغرافي العنصري لمنطقة المركز التاريخي للبلدة القديمة والذي يضم الحسبة القديمة وشارع الشهداء ومحطة الباصات القديمة والسهلة وتل الرميدة وحارات جابر والسلايمة، والعمل على عزلها عن بقية أحياء المدينة، محولةً إياها لـ» كانتون«إداريٍاً منفصلاً، ومجبرين سكانها على العيش في» غيتو«منعزلاً اجتماعياً لا يُسمح بدخول المركبات الفلسطينية إليه أو المرور منه، بعد أن قام جيش الاحتلال بإغلاق الطرق الفرعية والممرات ما بين البيوت الموصلة بين أحياء المدينة ومركزها التاريخي (المنطقة المعزولة) لمنع دخول المواطنين إليها أو الخروج منها إلّا عبر بوابات ومعابر يسيطر عليها جنود الاحتلال.» نسخة محفوظة 20 يونيو 2021 على موقع واي باك مشين.[38]
5. اعتداء سلطات الاحتلال الإسرائيلي على أراضي الوقف الإسلامي: ومنها محاولات الاستيلاء على مقبرة اليهود التي هي أرض وقف إسلامي، ومحاولات توسيعها على حساب البيوت الفلسطينية المجاورة، رغم كونها تابعة للطائفة اليهودية التي كانت تسكن الخليل قبل 1929م، وليس من حق دولة الاحتلال أن تستبيحها وتطلق يد المستوطنين المجلوبين من أقطار الأرض فيها من حيث توسعتها وإعادة استخدامها وإقامة مدافن جديدة فيها.

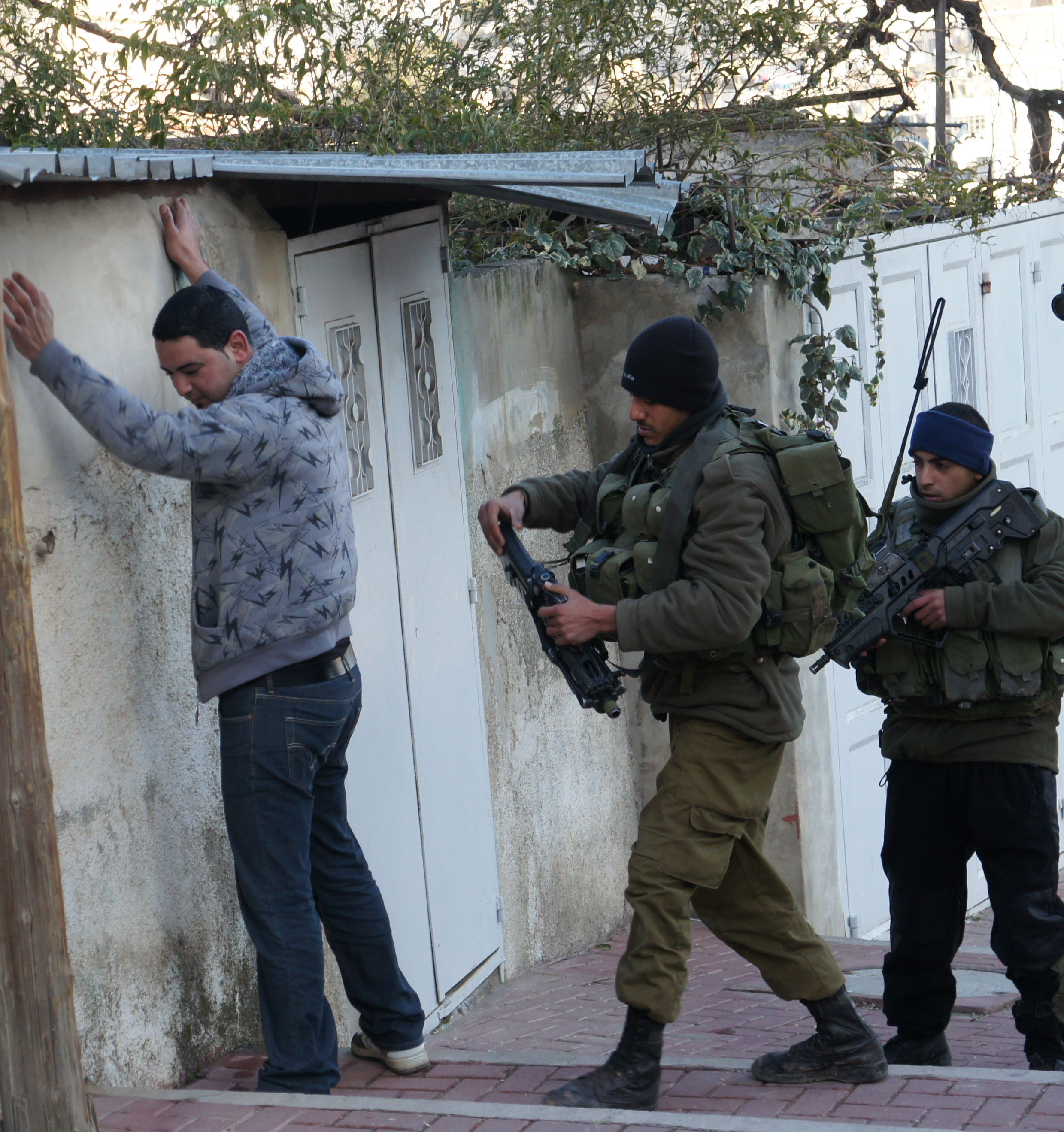
يتعرض الفلسطينيون يوميًا للتفتيش عند المرور في تل رميدة
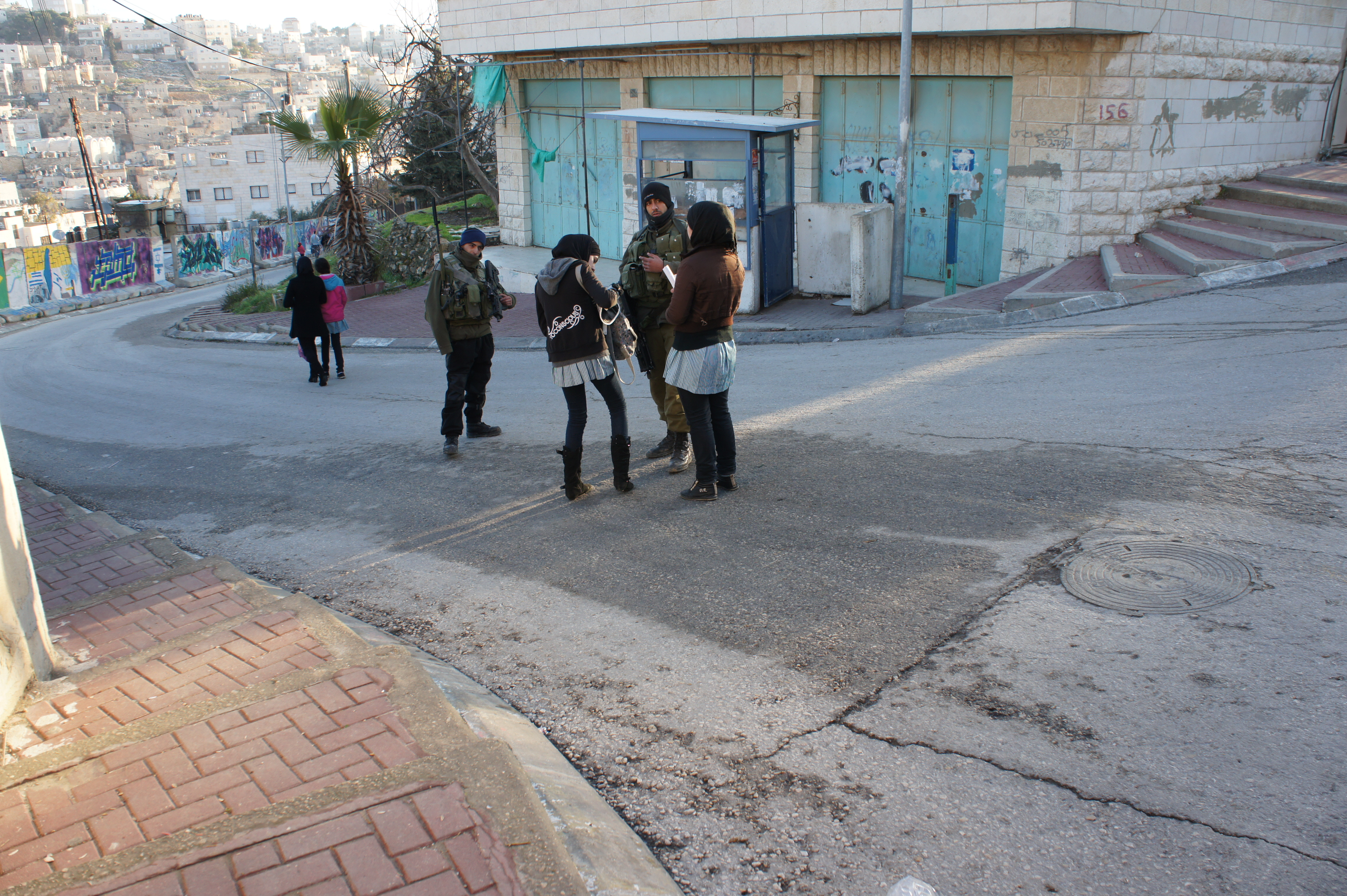
جنود إسرائيليون يُفتشون حقيبة فتاة أثناء توجهها للمدرسة في تل رميدة

## مطالبات الملكية

### 1807-1967
في عام 1807,اشترى الحاخام حاييم يشوع حميتسري (حاييم اليهودي المصري ),وهو مهاجر يهودي من السفارديم قدم من مصر ,5 دونمات على أطراف مدينة الخليل القديمة ,وفي عام 1811,وقع عقدي إيجار لـ 800 دونم من الأراضي,من بينها 4 قطع في تل الرميدة.وكانت مدة عقد الإيجار 99 سنة.منذ أن أدارها نسله حاييم باجايو,آخر حاخام سفارديم في المدينة,بعد إجلاء اليهود من الخليل. وقد استولت الحكومة الأردنية على هذه الممتلكات في عام 1948,والحكومة الإسرائيلية في عام 1967.

### المطالبات اليهودية منذ عام 1967
وعلى أساس عقد الإيجار الأصلي الذي أبرمه حاييم يشوع حميتسري لمدة 99 عامًا,أكد المستوطنون اليهود الحاليون,الذين لا تربط أي منهم صلة قرابة بالمستأجر الأصلي,مطالبتهم بالأرض في تل الرميدة,وهو ادعاء رفضه حاييم هنغبي ,مؤسس متسبين ,يقول إن المستوطنين في الخليل ليس لديهم الحق في التحدث باسم العائلات اليهودية القديمة في المدينة.
قضت المحكمة العليا الإسرائيلية في عام 2011 بأنه ليس لليهود الحق في الممتلكات التي كانوا يمتلكونها في أماكن مثل الخليل وتل الرميدة قبل عام 1948.

### المطالبات العربية
ووفقا لعائلة أبو هيكل, فقد استأجروا الأرض من الحكومة الأردنية. حيث بعد عام 1967,تم توقيع عقد إيجار جديد مع الوصي على أملاك الغائبين التابع للحكومة الإسرائيلية. رفض الوصي قبول دفعات الإيجار لعائلة أبو هيكل في عام 1981,ولكن بعد إعادة التفاوض على الاتفاق في عام 2000,ورد أن الأسرة دفعت الإيجار المتأخر للفترة 1981-2000,وتم قبول الرسوم بانتظام للسنتين التاليتين,بعد ذلك.حيث تم إعلان الأرض منطقة عسكرية مغلقة ,وتم رفض دفع الإيجارات ومنعت العائلة من الوصول إليها.
وتتعرض أراضي عائلة أبو هيكل لتجاوزات متزايدة من قبل المستوطنين على أساس ادعاء أثري. تم تأمين توصيل المياه في الصيف عن طريق المشتريات من شاحنة المياه التابعة لبلدية الخليل و أدى تحطيم المستوطنين لنوافذها بشكل متكرر إلى إجبار المجلس على إلغاء عمليات التسليم.تم اعتقال المتطوعين المسيحيين الذين حاولوا مرافقة الشاحنات وتلقوا تهديدات بالقتل.
في عام 2005,استحوذت شركة مستوطنة إسرائيلية مسجلة في الأردن,وهي شركة Tal Construction & Investments LTD,على عقار مساحته 0.75 فدان, والذي أُجبر أصحابه, عائلة بكري, على الخروج منه خلال الانتفاضة الثانية. وقدمت الشركة مستندات تفيد أنها اشترت العقار بشكل قانوني بمبلغ 300 ألف دولار من المدعو هاني ناجي البطش الذي ادعى بدوره أنه اشترى العقار من أصحابه الأصليين. توصل تحقيق للشرطة في ذلك العام إلى أن البطش ليس له أي حقوق في المنطقة, وأن المستندات المستخدمة في صفقة البيع مزورة. استأنفت عائلة بكري الحكم عبر مختلف الهيئات القانونية الإسرائيلية,حيث اعترفت المحكمة بأنهم أثبتوا أنهم لم يبيعوا العقار المتنازع عليه مطلقًا, وهو الحكم الذي أكدته المحكمة العليا الإسرائيلية في عام 2014. استأنفت الشركة حقوق المطالبات من القانون العثماني والتعويضات, ولكن في عام 2019 تم رفض جميع مطالبات المستوطنين. ورفضت المحكمة المركزية في القدس الاستئناف الذي تقدمت به شركة البناء, التي أمرت بدفع مبلغ 579,600 شيكل (166,000 دولار) للمالكين الفلسطينيين كرسوم استخدام.وفي الاستئناف, تم تخفيض المبلغ بمقدار 80 ألف شيكل بسبب التحسينات التي أدخلها المستوطنون, في حين حكم على عائلة بكري بدفع 15 ألف شيكل مقابل النفقات المتكبدة.وتم طرد المستوطنين.

### الاستيطان الإسرائيلي
بدأت مستوطنة رمات يشاي عام 1984, وأقامها مستوطنون من الخليل وأقاموا 6 كرفانات متنقلة في دير الأربعين.حصلت المبادرة على موافقة إسرائيلية رسمية في عام 1998, وأعطت وزارة الدفاع الإسرائيلية الضوء الأخضر لبناء 16 وحدة سكنية في الموقع في عام 2001. ومنذ ذلك الحين, يتم الاستيلاء على الأراضي المجاورة للمستوطنة بشكل تدريجي, على الرغم من أوامر وقف البناء الصادرة في أحكام المحكمة العليا الإسرائيلية. قامت عائلتا أبو هيكل وأبو عيشة بإنقاذ وحماية اليهود من ذبح العرب الآخرين خلال مذبحة الخليل عام 1929, وكان وزير الداخلية الإسرائيلي يوسف بورغ , بحسب أبو عيشة, قد طلب من المستوطنين على وجه التحديد عدم إيذاء عائلة أبو عيشة لهذا السبب.في أوائل الثمانينات. وفقًا لما ذكره إيهود سبرينزاك , وهو متخصص إسرائيلي في مكافحة الإرهاب وخبير في الجماعات اليهودية اليمينية المتطرفة, "استقر عدد صغير من العائلات اليهودية المتطرفة للغاية" في المنطقة في منتصف الثمانينيات. وبحسب محمد أبو عيشة, كانت العلاقات مع المستوطنين الأصليين ودية حتى وصول اثنين من الكاهانيين ,باروخ مارزل  ونعوم فيدرمان  الذين أقاما هناك. عند وصول مارزل إلى تل الرميدة, بدأ في الترويج للأيديولوجية الكاهانية القومية المتطرفة ,التي يحظرها القانون الإسرائيلي.

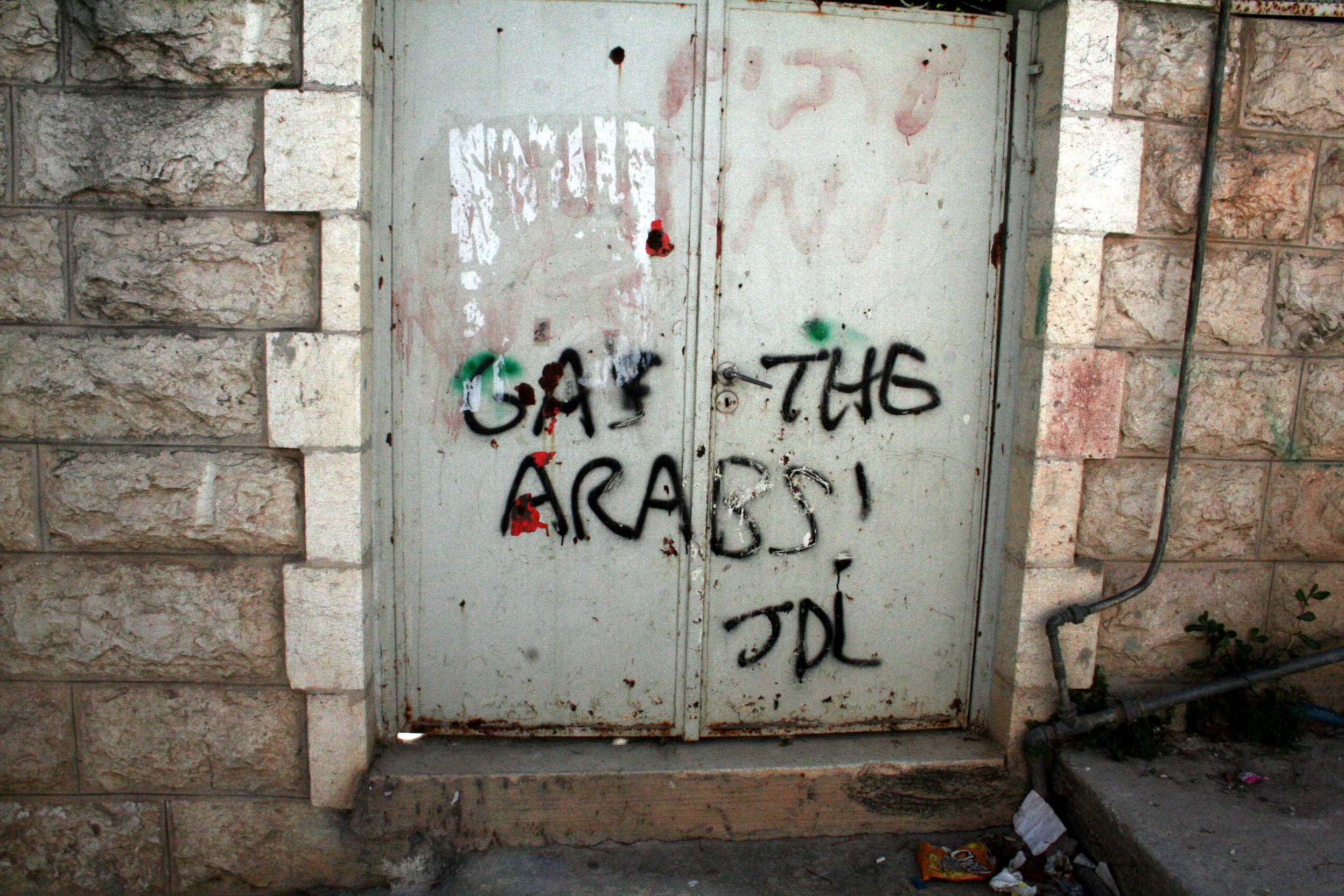
"سمموا العرب بالغاز" رسمه مستوطنون إسرائيليون على بوابة منزل فلسطيني في الخليل

ويقال إن المستوطنين يستفزون السكان الفلسطينيين عمداً: فقد تم جمع شهادات عديدة عن المضايقات المستمرة من عدة عائلات فلسطينية مثل عائلة أبو عيشة, والعزة والشمسية, التي ورد أن شعر ابنتها البالغة من العمر 8 سنوات قد أضرمت النار فيه على يد مستوطنين.مستوطن. أفاد نشطاء السلام المتمركزون في المنطقة بوجود تهديدات متكررة أو أعمال رجم بالحجارة من قبل المستوطنين لكل من النشطاء والسكان المحليين الذين يغامرون بالتواجد هناك, أو الذين يحاولون العمل في أراضيهم. لا يستطيع الفلسطينيون الدفاع عن أنفسهم بشكل كاف, لأن المستوطنة تتولى الدفاع عنها سرية كاملة من الجيش الإسرائيلي. كتبت عبارات باللغة الإنجليزية تقول "سمموا العرب بالغاز" في أحد الشوارع, يُقال إنها من عمل رابطة الدفاع اليهودية.

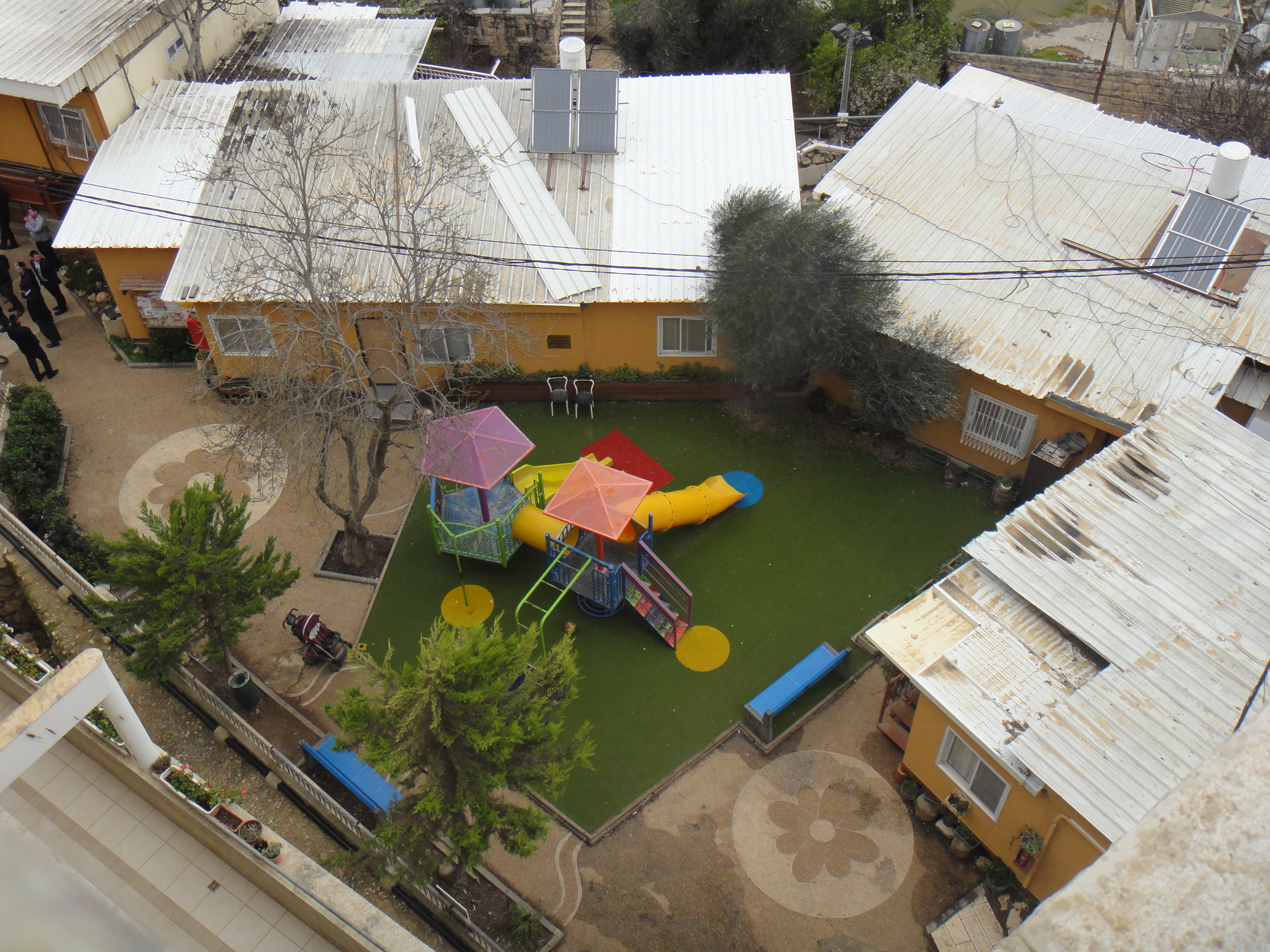
ملعب في تل الرميدة

في عهد إسحق رابين ,اقترحت الحكومة الإسرائيلية إغلاق مستوطنة تل الرميدة بعد مذبحة الحرم الإبراهيمي.تحرك حاخامات اليمين المتطرف لمنع إخلاء المستوطنات من خلال إصدار حكم هالاخاه ضد إزالة المستوطنات في أرض إسرائيل.إن التأثير الجماعي للمستوطنين وحاخاماتهم, فيما وصفه أحد الباحثين,"أحد أكثر جهود التعبئة فعالية في تاريخ المستوطنين", أقنع رئيس الوزراء رابين بالتراجع. تم إعلان مسجد دير الأربعين, حيث كان الفلسطينيون من الخليل يصلون حتى منتصف التسعينيات, منطقة عسكرية مغلقة, وتم تحويله إلى كنيس يهودي, أعاد المستوطنون تسميته قبر روث وجيسي ,ومنذ ذلك الحين تم منع جميع المسلمين من الوصول إليه ظاهريا لأسباب أمنية. وبحسب كارين أغستام, فإن محاولات تحويل المسجد إلى مزار يهودي, بما في ذلك طلاء بابه باللون الأزرق, تنتهك بروتوكول الخليل ,الذي ألزم كلا من إسرائيل وفلسطين بالحفاظ على الطابع التاريخي للمدينة وحمايته دون ضرر أو تغيير. خلال انتفاضة الأقصى ,تعرضت المستوطنة اليهودية لإطلاق نار منتظم من المسلحين الفلسطينيين.
في عام 2005, كان العنف ضد الفلسطينيين في الخليل ينشأ في أغلب الأحيان من مستوطنة تل الرميدة. ويقال إن عائلة أبو هيكل تعرضت للمضايقات عدة مرات. ومن أصل 500 عائلة فلسطينية مقيمة هناك, لم يبق سوى 50 عائلة بعد ما أسماه جدعون ليفي "عهد الإرهاب". سيارات فلسطينية تحترق. حظر التجول الطويل, والقيود المفروضة على تحركات الفلسطينيين في المنطقة, وصعوبة إرسال الأطفال إلى المدرسة مثل مدرسة قرطبة الابتدائية (قرطبة) المحلية التي أغلق الجيش الإسرائيلي مدخلها الرئيسي بالأسلاك الشائكة في عام 2002 والتي يتعرض طلابها للرجم بالحجارة من قبل المستوطنين., بحسب إحدى الشهادات, أجبر سكان الحي الفلسطيني على ترك منازلهم, وأجبر محل بقالة ومستشفى صغير على الإغلاق.يُ منع مرور المركبات الفلسطينية في شوارع تل الرميدة, ولا يستطيع السكان العرب التحرك في المنطقة إلا سيرًا على الأقدام. الزيارات التي تقوم بها اللجنة الدولية للصليب الأحمر للتحقق من أوضاع السكان الفلسطينيين يقابلها تخريب للمركبات: سرقة الأعلام وإتلاف الشعارات الموجودة على السيارات حيث يبدو أن رمز الصليب المسيحي يعتبر "مسيئًا" للمستوطنين اليهود.في المنطقة. بتسيلم قام بمشروع لتصوير الفلسطينيين ببالفيديو لتصوير العنف ضدهم, وأحد أشهر مقاطع الفيديو في السلسلة  يتناول المضايقات التي يتعرض لها السكان الفلسطينيون في تل الرميدة. وفقاً لديفيد دين شولمان ,فقد افتتح السكان الفلسطينيون مركزاً للصمود والتحدي, حيث يتم الدعوة إلى المقاومة اللاعنفية والمثابرة الصامدة ( الصمود ) في مواجهة المضايقات. يقع المركز بالقرب من أدموت يشاي, ويديره شباب ضد المستوطنات ,وقد تعرض لمحاولة حرق متعمد في عام 2013.

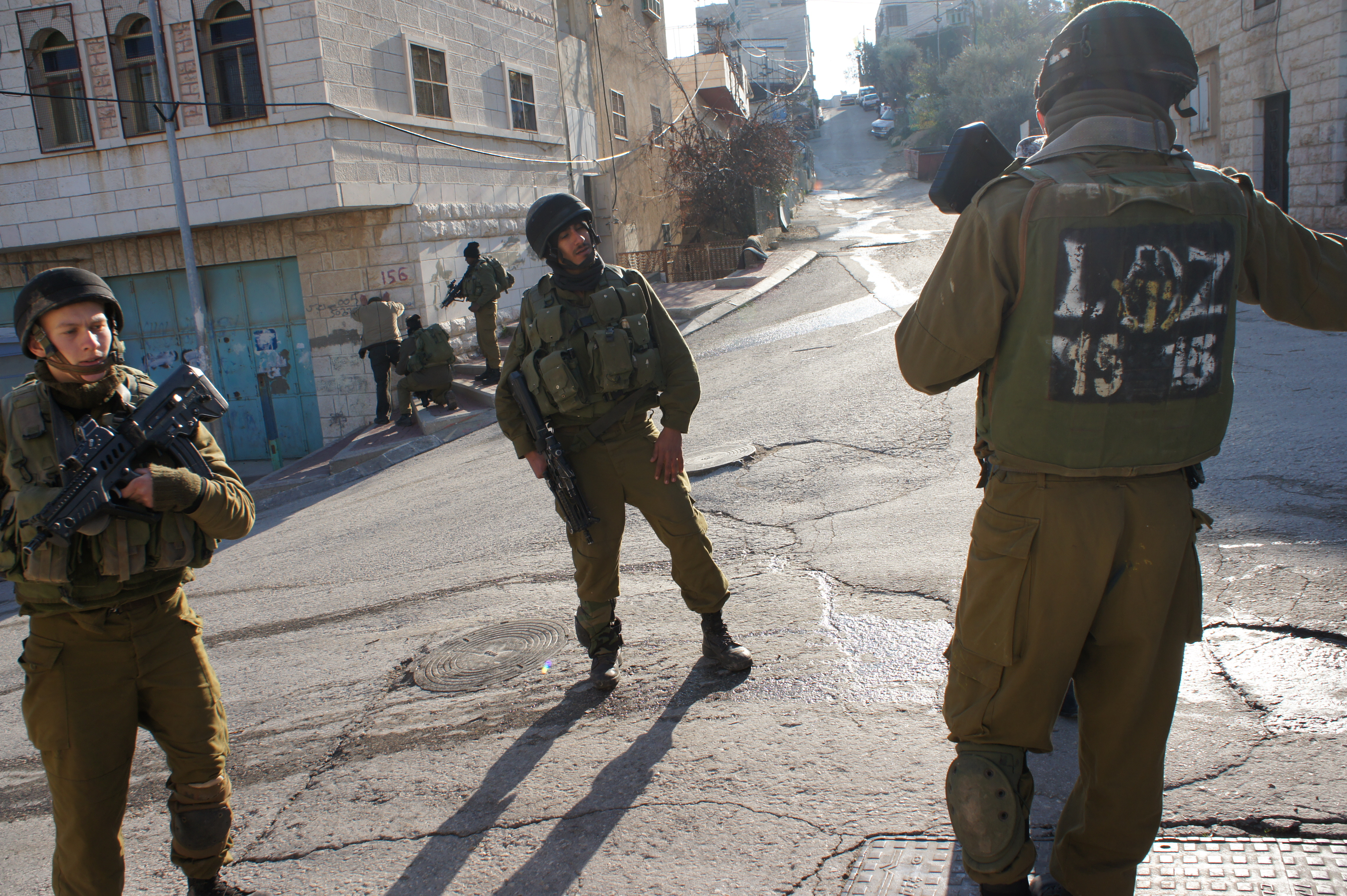
جنود لواء جولاني يقومون بتفتيش الفلسطينيين بشكل روتيني أثناء مرورهم بتل الرميدة.

قالت إحدى المواطنات الفلسطينية, التي رفضت العروض المربحة لشراء منزلها, إن المستوطنين استخدموا النابالم محلي الصنع لتسميم حقولهم, وإحراق سياراتهم بشكل مستمر,وتدمير أدواتهم الزراعية. في عام 2011, وفقًا لفرق صانعي السلام المسيحية ,دمرت النيران 16 شجرة أخرى من بساتين الزيتون في هيكل, يُعتقد أن عمر بعضها 1000 عام, عندما أشعل المستوطنون النار فيها. وتمت مصادرة خراطيم فرق الإطفاء الفلسطينية التي كانت تحاول إطفاء النيران, واستبدالها بخراطيم قديمة. وأفادت التقارير أن المستوطنين اقتلعوا ما يقرب من 100 شتلة زيتون كانت مزروعة بمساعدة منظمة غير حكومية أردنية في ساحة مدرسة فلسطينية في تل الرميدة.
وفي عام 2012, قضت محكمة إسرائيلية بأن ادعاءات المستوطنين بشراء منزل في تل الرميدية في عام 2005, والذي هجره مالكه زكريا بكري في عام 2001 عندما فُرضت قيود على تحركات الفلسطينيين, مبنية على التزوير. وكان المنزل,الذي تسكنه 6 عائلات من المستوطنين, قد صدر قرار قضائي بإخلائه.
في الساعة السادسة من صباح يوم 6 تشرين الثاني/نوفمبر,احتلت القوات الإسرائيلية عدة منازل فلسطينية ومقر منظمة شباب ضد الاستيطان في بيت صمود ,واحتجزت السكان بينما أعلنت أن احتلالها للمساكن سيستمر لمدة 24 ساعة.وأفادت التقارير بأن طواقم التلفزيون الفلسطيني منعت من توثيق الحادث. وفي وقت لاحق,طُلب من العائلات الفلسطينية الخمسين التي ترفض مغادرة تل الرميدة أن تكون لديها بطاقات هوية تسمح لها بالتنقل في المنطقة: ولن يُسمح لأي شخص آخر بدخول المنطقة. وفي وقت لاحق,تم ختم هويات تل الرميدة وشارع الشهداء بالأرقام, وهي ممارسة أدت إلى احتجاجات الفلسطينيين الذين قالوا إن "إسرائيل هي آخر مكان في العالم يجب أن يعطي أرقامًا للناس".تم إلغاء هذا الإجراء, الذي يقال إنه إجراء محلي, عندما قام قادة الرتب العليا بمراجعة هذه الممارسة.
وفي أواخر تشرين الثاني/نوفمبر 2015, قاد باروخ مارزل هجوماً للمستوطنين, مطالباً بإغلاق بيت الصمود, وشارك في الاعتصام لاحتلال مقاعده, في 28 تشرين الثاني/نوفمبر.
في يوليو/تموز 2016, قام الجنود بمنع محاولة قام بها ناشط السلام المحلي في تل الرميدة ,عيسى عمرو ,وجواد أبو عيشة, لتنظيف الموقع وإنشاء بنية تحتية لمشروع سينما ثقافية. وكان عمرو قد دعا الناشطين اليهود لمساعدتهم, معتقدًا أن وجودهم وامتيازهم سيضمن لهم الساعات القليلة اللازمة لتطهير المنطقة وإقامة مركز سينمائي.وحضر نحو 52 ناشطًا, معظمهم من الناشطين في الشتات,والعديد منهم من خلفيات دينية.وبحسب ما ورد قام المستوطنون برمي الطماطم عليهم, وقام الجيش بعد ذلك باعتقال 15 ناشطًا.وفي وقت لاحق, تم فرض إغلاق عسكري على الموقع.

## الانطباعات الأجنبية

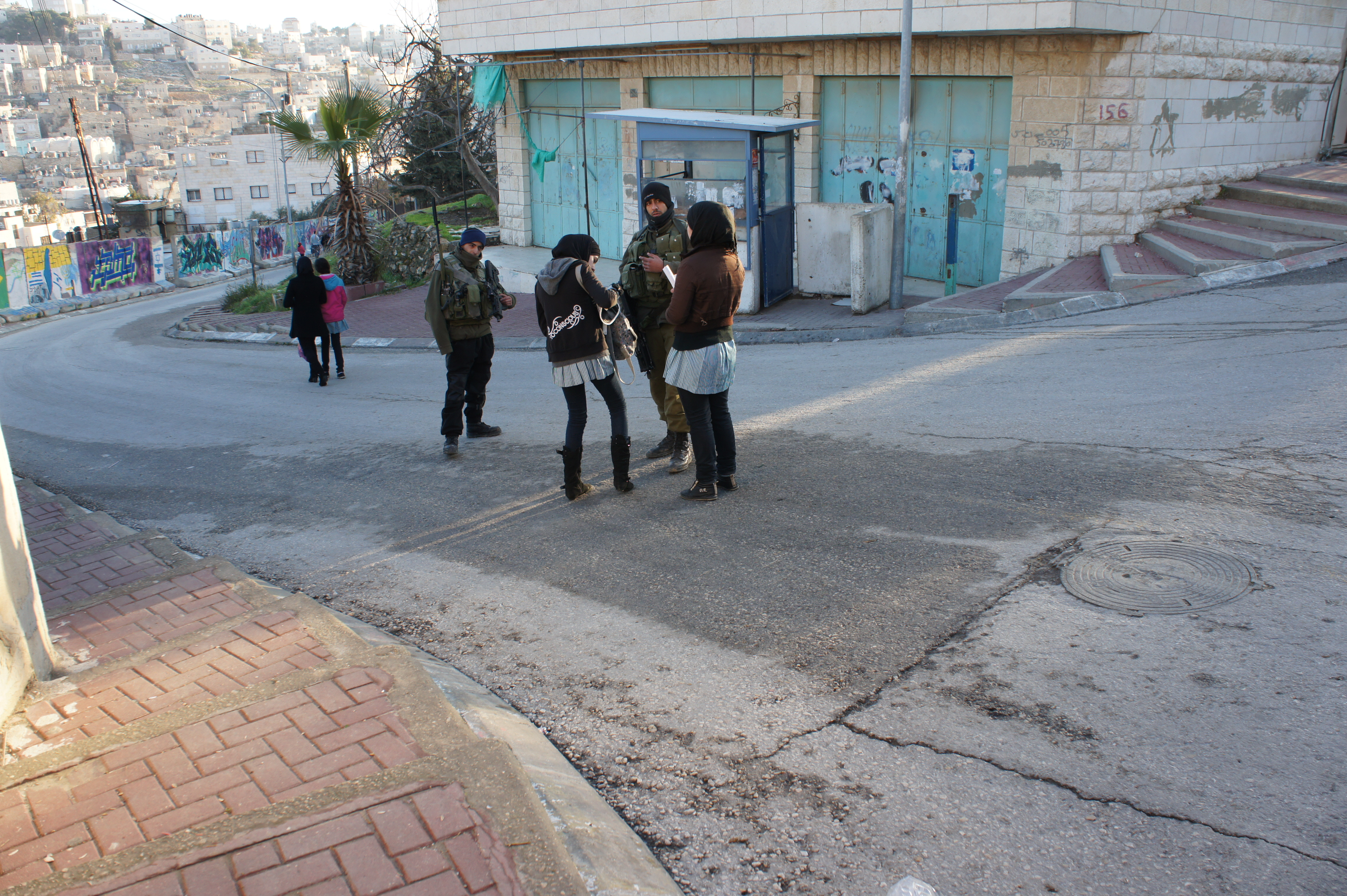
جنود إسرائيليون يفتشون طالبات المدارس الفلسطينيات في تل الرميدة

قام الروائي الحائز على جائزة نوبل ماريو فارغاس يوسا بجولة في تل الرميدة عام 2005,التقى خلالها بالصحفي الإسرائيلي جدعون ليفي.سجل انطباعاته أولاً في صحيفة الباييس. ما أذهل يوسا هو قدرة 50 عائلة فلسطينية,من أصل 500 عائلة,على الصمود,والتي تمكنت من البقاء في تل الرميدة في مواجهة "الاضطهاد الشرس والمنهجي من قبل المستوطنين".الأخير:
"يرجمونهم بالحجارة,ويرمون القمامة والفضلات على منازلهم؛ تنظيم مداهمات لاقتحام منازلهم وتدميرها,والاعتداء على أطفالهم أثناء عودتهم من المدرسة بينما ينظر الجنود الإسرائيليون بلامبالاة تامة.لم يخبرني أحد عن هذا: لقد رأيت كل ذلك بأم عيني,وسمعت بأذني من أفواه الضحايا أنفسهم.لدي مقطع فيديو يظهر مشهدًا مثيرًا للقلق حيث يقوم الأولاد والبنات من مستوطنة تل الرميدة بإلقاء الحجارة وركل الطلاب العرب ومعلماتهم في مدرسة قرطبة المحلية,الذين يعودون إلى منازلهم في مجموعات لتوفير الحماية لبعضهم البعض ,لست وحيدا.عندما تحدثت عن هذه الحقائق مع أصدقائي الإسرائيليين,حدق بي البعض بارتياب,ولاحظت في أعينهم الشك بأنني إما أبالغ أو أكذب,كما يفعل الروائيون.وحقيقة الأمر هي أنه لم يسبق لأي منهم أن زار الخليل أو قرأ مقالات جدعون ليفي,وهو شخص يعتبرونه بالفعل مثالًا نموذجيًا لليهودي "الكاره لليهود والمعادي للسامية."
وصف الكاتب اليهودي الأمريكي بيتر بينارت محاولة يهودية فلسطينية مشتركة لإنشاء سينما صغيرة في مصنع فلسطيني مهجور في تل الرميدة. وسرعان ما تم حظر المشروع بأمر من الجيش الإسرائيلي أعلن أن الموقع منطقة عسكرية مغلقة واعتقال العديد من النشطاء اليهود. وعقد بينارت تشبيهًا بين عمل الناشط المحلي عيسى عمرو وبوب موزس ، وشبه جهودهم بجهود الناشطين الأمريكيين ضد الفصل العنصري في ولاية ميسيسيبي في عام 1964. وأضاف:
" لماذا كنا نؤدي كابالات السبت؟ لا أستطيع التحدث نيابة عن الجميع، لكن بالنسبة لي، كان ذلك جزئيًا لتذكير نفسي بمن أنا. لقد أمضيت اليوم أعمل جنبًا إلى جنب مع الفلسطينيين وأحظى بحمايتهم. لقد أمضيت اليوم خائفًا من الجنود والشرطة اليهود. لقد كانت تجربة مزعجة. لقد انقلب النظام الطبيعي للأشياء، كما تعلمته منذ الطفولة، رأسًا على عقب. كان الترحيب بالسبت وسيلة للتركيز على نفسي. لقد كان بمثابة تذكير بأنه بغض النظر عن عدد الأشخاص الذين يقولون لي إنني أكره اليهودية، والشعب اليهودي والدولة اليهودية - بغض النظر عن عدد الأشخاص الذين يقولون لي إنني أكره نفسي - فأنا أعرف من أنا. أعرف عندما أعيش في الحقيقة. ولا شيء يبدو أكثر يهودية من ذلك."
أعلن بينارت عن نيته ضم 500 يهودي للانضمام إليه في نفس المنطقة في عام 2017 للاحتجاج على الذكرى الخمسين للاحتلال الإسرائيلي للضفة الغربية.